# Aurelius Victor
Sextus Aurelius Victor lat. (n. 320 sau 327 - d. cca 390). A fost un om de stat și istoric al Imperiului Roman.

## Biografia
S-a născut în nordul Africii, undeva la țară, probabil lângă Cartagina sau Leptis Magna în anul 320 sau 327 din părinți neștiutori de carte, așa cum afirmă chiar el:
“Or, acest fapt ar trebui să inspire tuturor celor buni încredere și, în mod deosebit mie, care, fiind născut la țară și provenind dintr-un tată incult și de condiție joasă, mi-am asigurat până la această vârstă o viață mai mult decât onorabilă tocmai grație acestor studii”.
După terminarea instruirii, devine jurist la Roma. În anul 361 este numit guvernator al Panoniei, iar în anul 388 sau 389 devine praefectus Urbi, adică prefectul Romei.
I-au fost atribuite trei lucrări, Origo Gentis Romanae, Liber de Viris Illustribus, Epitome de Caesaribus și Liber de Caesaribus din care numai la cea din urmă este autor, celelalte fiind anonime.
Liber de Caesaribus este o succesiune de microbiogafii ale împăraților romani începând cu Augustus și până la Constantius al II-lea.

## Lucrări
Patru mici lucrări istorice au fost atribuite lui din motive mai mult sau mai puțin îndoielnice:
1. Origo Gentis Romanae
2. De Viris Illustribus Romae
3. De Caesaribus (pentru care Aurelius Victor a folosit Enmannsche Kaisergeschichte)
4. Epitome de Caesaribus (atribuit în mod fals lui Victor)

Cele patru au fost în general publicate împreună sub numele de Historia Romana, dar piesa a patra este un "rechauffé" (reîncălzită) a celei de-a treia.A doua a fost pentru prima tipărită la Napoli în aproximativ 1472, în patru volume, sub numele de Pliniu cel Tânăr, iar al patrulea la Strasbourg în 1505.
Prima ediție a tuturor celor patru cărți a fost cea a lui Andreas Schottus (8 volume, Anvers, 1579). O ediție recentă a De Caesaribus este cea a lui Pierre Dufraigne (Colectia Bude, 1975).